# С-100 (инженерные заграждения)
С-100 «Скала» — инженерно-технические проволочные заграждения с контактной электрической сигнализацией, изначально применяемые для охраны протяжённых периметров закрытых военных городков, гарнизонов, заводов, а также тюремных зон.
В 1955 году принята на вооружение пограничными войсками КГБ СССР. К 1960 году более 2500 км советской границы с капиталистическими странами было прикрыто С-100.
Пришла на смену более старому комплексу С-250 "Клён-М" принятому на вооружении в 1947 году.
С-100 «Скала» состоит из станционной части, размещаемой в помещении дежурного, и проволочного заграждения с линейными блоками. Линейная часть состоит из двух флангов, один фланг делится на десять участков, протяжённость участка до 500 м. Станционная часть системы выполнена полностью на электромагнитных реле, конденсаторах и диодах. Во всей системе присутствует 40 транзисторов, которые установлены в линейных блоках, по два на участок. Идентификация сработавшего участка производилась по величине сопротивления (каждому участку задано определённое сопротивление). При поступлении сигнала станционная часть с помощью шагового двигателя подставляла эталонное сопротивление из магазина сопротивлений в цепь, при совпадении сопротивлений включался тревожный сигнал и высвечивался номер сработавшего участка. При этом нередки были случаи, когда из-за плохих электрических соединений в цепь вносилось дополнительное паразитное сопротивление и система неправильно определяла номер сработавшего участка. Питание линейной части осуществлялось импульсным высоковольтным генератором станционной части, который два раза в секунду подавал попеременно на правый и левый фланг высоковольтный импульс порядка 600 В, который проходил через линейные блоки и подавался на проволочное заграждение.
Характерный вид этого заграждения до сих пор считается символом «советской границы на замке», одним из символов железного занавеса.
В 1975 на смену этому электросигнализационному комплексу на границах приходит более современная система С-175 «Гардина» в 1984 КС-185 «ССОИ Гоби-093».